# Den Dansk-Svenske Krig 1808-1809
Den Dansk-Svenske krig 1808-1809 var en krig mellem Danmark-Norge og Sverige og var en del af Napoleonskrigene og Den Finske Krig. Den brød ud den 14. marts 1808 og sluttede med Freden i Jönköping den 10. december 1809.
Danmark-Norge indgik efter Flåderanet i 1807 alliance med Frankrig og havde forpligtet sig til at erklære krig mod Sverige, der var allieret med Storbritannien. Danmark-Norges krigsmål var generobring af områder, som var mistet ved freden i Brömsebro og freden i Roskilde. Sveriges krigsmål var at erobre Norge og at få toldfrihed i Øresund, og en invasion af Sjælland blev planlagt, men ikke iværksat. Danmark forberedte en invasion over Øresund, ledet af marskal Jean-Baptiste Bernadotte, med en samlet styrke på 81 000 soldater, hvoraf de fleste var franske. Dette angreb blev heller ikke gennemført, fordi de franske ankom for sent til at krydse Bælterne før isløsningen. Derefter var Bælterne under kontrol af den britiske flåde. Krigen blev i hovedsag udkæmpet i Norge af den norske hær.
Den svenske hær angreb 1. april 1808 fra Herjedalen mod Røros, men blev tvunget tilbage af norske musketerer. Dette var en skinmanøvre for at hindre norske forstærkninger fra Trøndelag til de norske, der skulle møde det svenske hovedangreb i Syd-Norge. Der angreb de den 11. april på flere frontafsnit.
De norske tropper blev ledet af generalmajor Christian August af Slesvig-Holsten-Sønderborg-Augustenborg, fra 1807 leder for den norske regeringskommission i den tid forbindelsen med regeringen i København var afskåret af britisk blokade. Han vandt et stort navn under det otte måneder lange felttog i 1808. Med en styrke af 16.500 mand skulle han forsvare den søndenfjeldske grænse og besætte de derværende fæstninger. Han stod over for svenske vestarmé, der talte over 17.000 mand, og denne rykkede i april 1808 over grænsen ind på norsk grund, hvor Christian August straks organiserede forsvaret. Efter flere måneders kamphandlinger uden afgørende resultat var tropperne på begge sider svækket, de svenske af sygdommer, de norske af mangel på forsyninger. I strid med kongens ordre indgik Christian August forhandlinger om våbenstilstand med de svenske, og den trådte i kraft den 7. december 1808.
Prins Christian August blev i 1809 statholder i Norge. Hans forsvar af landet vandt respekt hos de svenske modstandere, og desuden at han undlod at angribe Sverige da landet var hårdt presset af Rusland, mens den svenske vesthær marcherede mod Stockholm, hvor kong Gustav IV Adolf blev afsat 13. marts.
Christian August blev derfor i juli 1809 valgt til kronprins af Sverige. Efter at fred blev sluttet i Jönköping 10. december kunne han modtage valget. Den 7. januar 1810 forlod han Norge.